# Barkeria skinneri
Barkeria skinneri es una especie de orquídea epífita originaria de Centroamérica desde México a Guatemala.

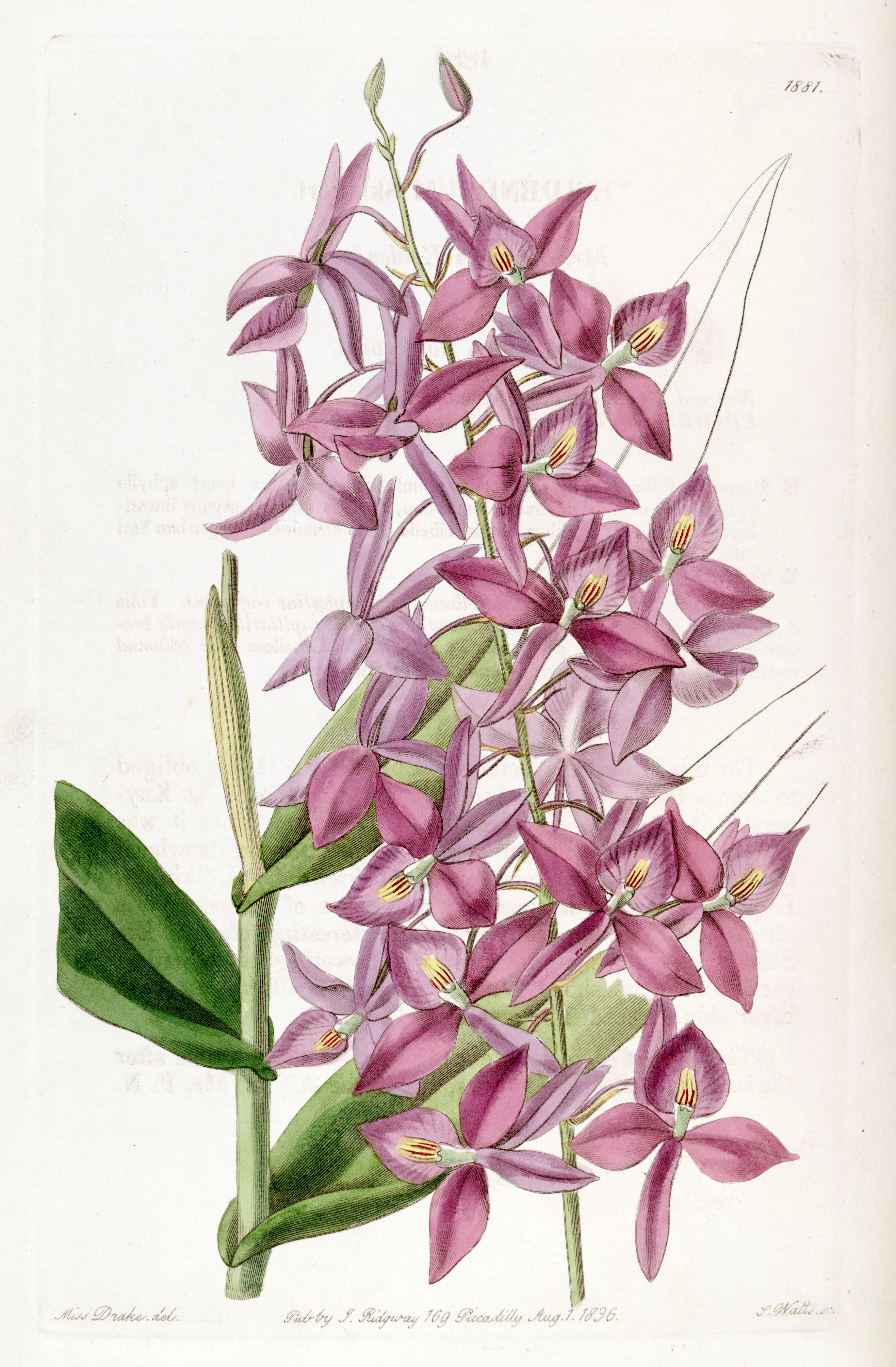
Ilustración

## Distribución y hábitat
Se distribuye por el estado de Chiapas de México y el noroeste de Guatemala  en las rocas en las elevaciones de 900 a 1900 metros se producen sobre todo en los árboles de roble en las selvas tropicales de hoja caduca. 

## Descripción
Es una orquídea de mediano tamaño, que prefiere el clima cálido, con hábito  creciente epífita o litófita con pseudobulbo, fusiforme, cilíndrico rodeado por varias vainas foliares escariosas y que llevan varias hojas, elípticas o elíptico-lanceoladas, agudas a acuminadas, dísticas, y carnosas. Flores desde el otoño hasta mediados de invierno en una inflorescencia erecta, terminal, de 30 cm  de largo, racemosa a paniculada , con pocas a muchas flores, envuelta la inflorescencia  por largas fundas imbricadas,de larga duración, escariosas.

## Taxonomía
Barkeria skinneri fue descrita por (Bateman ex Lindl.) Paxton y publicado en Comptes Rendus Hebdomadaires des Séances de l'Académie des Sciences 18: 506. 1844.
Etimología
Ver: Barkeria
skinneri: epíteto otorgado en honor del botánico inglés George Ure Skinner.
Sinónimos
- Barkeria skinneri (Bateman ex Lindl.) A. Rich. & Galeotti
- Barkeria skinneri var. major Paxton
- Dothilophis purpurea Raf.
- Epidendrum fuchsii Regel
- Epidendrum skinneri Bateman ex Lindl.
- Epidendrum skinneri var. superbum R. Warner[4][5]